# Смертельная сила (фильм, 1983)
«Смертельная сила» — кинофильм.

## Сюжет
Стони Купер, бывший Лос-Анджелесский полицейский, находится в чёрной полосе своей жизни. Уволенный из-за своего антиправительственного отношения, он теперь подрабатывает как внештатный сотрудник в Нью-Йорке. Всё это меняется, когда дочь старого друга была убита серийным убийцей, терроризирующим Лос-Анджелес. Хотя почти никто в его старом родном городе не рад его возвращению, Купер поклялся отдать убийцу под суд прежде, чем ещё больше невинных людей умрут.

## В ролях
- Уингз Хаузер / Wings Hauser, в роли Stoney Cooper
- Joyce Ingalls, в роли Eddie Cooper
- Пол Шенар / Paul Shenar, в роли Joshua Adams
- Аль Руссо / Al Ruscio, в роли Sam Goodwin
- Арлен Дин Снайдер / Arlen Dean Snyder, в роли Ashley Maynard
- Линкольн Килпэтрик / Lincoln Kilpatrick, в роли Otto Hoxley
- Бад Экинс / Bud Ekins, в роли Harvey Benton
- Дж. Виктор Лопез / J. Víctor López, в роли Diego
- Гектор Елиас / Hector Elias, в роли Lopez
- Рамон Франко / Ramón Franco, в роли Jesus